# Castello di Kaiserebersdorf
Il castello di Kaiserebersdorf è un castello austriaco edificato a Vienna nel distretto di Simmering nel XIII secolo e modificato successivamente durante il rinascimento.

## Storia

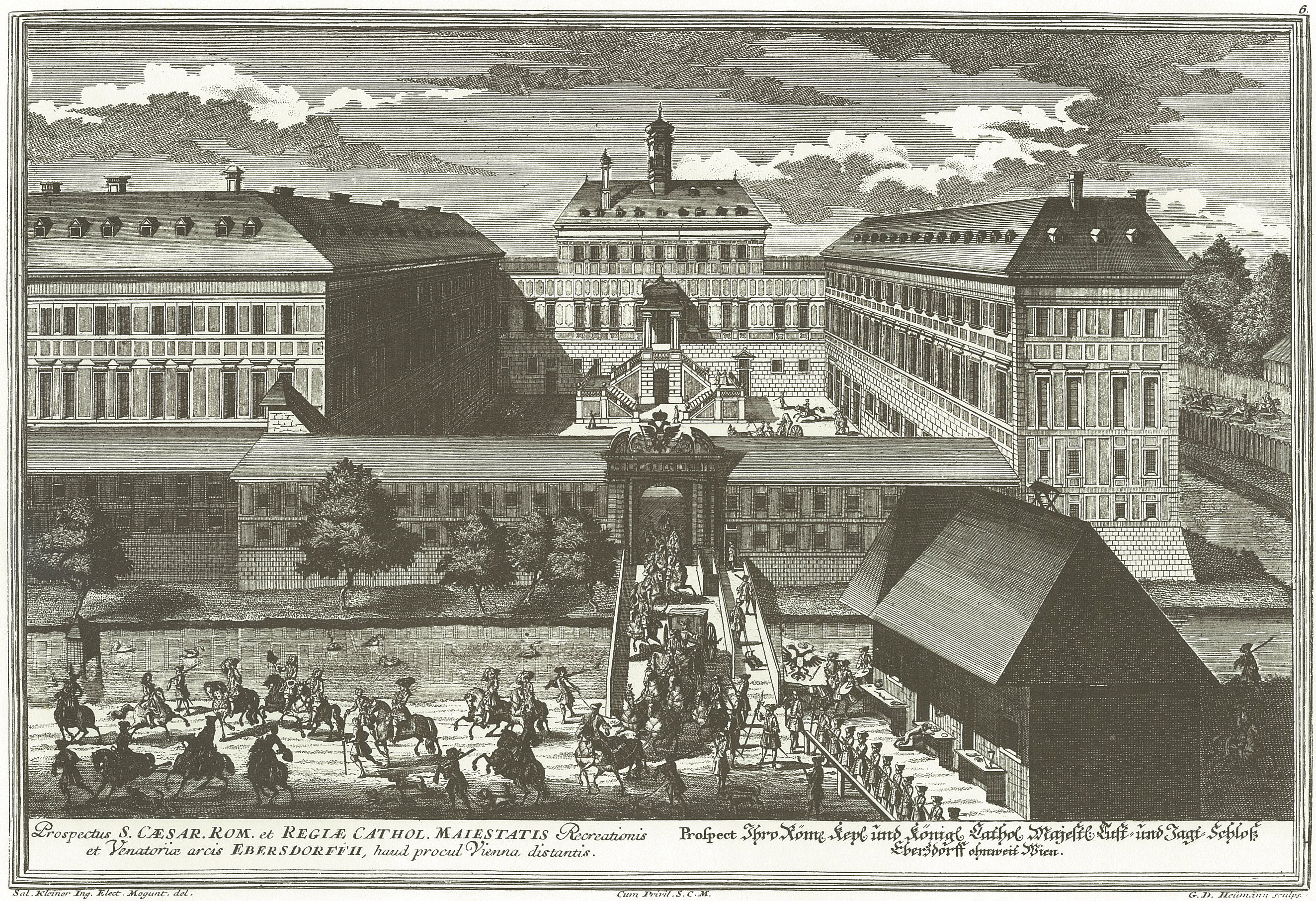
Il castello di Kaiserebersdorf in una litografia del 1750

Un castello nell'area viene già attestato a partire dal 1269 quando attorno alla fortificazione si estendeva un piccolo villaggio. Nel 1499 la struttura venne in possesso dell'imperatore Massimiliano I d'Asburgo che lo adattò a propria residenza di caccia e lo modificò radicalmente in stile rinascimentale. Nel 1552 l'Imperatore Massimiliano II vi stabilì il primo Serraglio della città, un primo concetto di zoo ove venne accolto anche il primo elefante di Vienna. Il Serraglio, successivamente, venne trasferito al castello di Schönbrunn.
Dopo un vasto lavoro di ricostruzione della struttura intrapreso alla fine del XVII secolo dall'Imperatore Leopoldo I, il castello venne sempre meno abitato dato che la famiglia imperiale dava maggiore rilievo ad altre residenze cittadine più sfarzose e comode. Tra il 1745 ed il 1773 Maria Teresa d'Austria vi stabilì una casa di accoglienza per poveri indigenti.
L'Imperatore Giuseppe II nel 1773 adibì la struttura a caserma d'artiglieria e dal 1868 passò alla fanteria.
Oggi il castello è un museo ed è aperto al pubblico.